# 彼罗·因卡皮耶
彼罗·因卡皮耶（西班牙語：Piero Hincapié，2002年1月9日—），厄瓜多尔男子足球运动员，司职后卫。現效力於德甲勒沃库森、厄瓜多爾國家足球隊。他曾参加2021年美洲國家盃和2022年国际足联世界杯。

## 球會生涯
2021年8月，因卡皮耶签约加盟德甲俱乐部勒沃库森。8月16日，他在欧洲联赛小组赛对阵费伦茨瓦罗斯的比赛中首次登场。9月30日，他在欧洲联赛对阵些路迪的比赛中打进了他在俱乐部的首粒进球。
2024年，因卡皮耶協助勒沃库森队赢得了俱乐部历史上首个德甲联赛冠军。

## 國家隊生涯
2021年6月13日，因卡皮耶在2021年美洲國家盃對陣哥倫比亞的比賽中首次代表厄瓜多爾國家足球隊出場，並踢滿全場。

## 榮譽
勒沃库森
- 德国足球甲级联赛冠軍：2023–24[6]
- 德国足协杯冠軍：2023–24[7]
- 德國超級盃冠軍：2024

### 個人
- 美洲盃足球賽錦標賽最佳陣容：2024[8]